# Городская усадьба А. Толстого — М. Грачёва
Городская усадьба А. Толстого — М. Грачева  — памятник архитектуры начала XIX века. Расположена по адресу: Денежный переулок., д. 11, строение 1 в районе Хамовники Центрального округа Москвы.

## Архитектура
Дом был построен в 1815 году для корнета А. В. Толстого.
Первоначально он представлял собой довольно неприметное одноэтажное здание. Предположительно, деревянная постройка была облицована крашеными досками, а окна обрамлены простыми наличниками.
В 1884 году, по заказу нового хозяина усадьбы М. Грачёва, под руководством архитектора Сергея Аркадьевича Елагина была проведена реконструкция здания. Усадьба приобрела более пафосный облик, соответствующий социальному статусу владельца и модным архитектурным тенденциям того времени. Фасад был оштукатурен и дополнен множеством декоративных элементов, характерных для московского ампира. Центр фасада был украшен сложным орнаментальным карнизом, поддерживаемом шестью кариатидами. В тимпане фронтона помещён щит с монограммой «МГ», который держат в лапах два грифона. В этот же период появились лепные наличники и барельефы в виде львиных голов над центральными окнами.
Изменения коснулись и внутреннего убранства:
Интерьеры его под стать пышным декорациям фасада - паркет из редких пород дерева, лепные потолки, скульптурные рельефы на стенах.

## Владельцы

### Корнет Александр Толстой
О первом владельце дома известно немного. Александр Васильевич Толстой (1770—1823 гг.) происходил из нетитулованной ветви дворянского рода Толстых. Корнет Толстой участвовал в Отечественной войне 1812 года и заграничных походах. Похоронен в Некрополе Донского монастыря.
Не путать с тёзкой — симбирским губернатором Александром Васильевичем Толстым.
А. В. Толстой выделялся на фоне жителей Денежного переулка — большинство владельцев здешних усадьб были разбогатевшими купцами, фабрикантами, промышленниками и т. п.

### Потомственный почетный гражданин Михаил Грачёв
В 1880-х годах новым собственником дома становится «Потомственный почетный гражданин Михаил Грачев». Однако, известны два Михаила Грачёва, носивших данное звание и живших в то время.
Согласно первой версий, дом принадлежал Грачёву Михаилу Гавриловичу — совладельцу известной фирмы «Братья Грачевы», производящей золотые, серебряные и гальванические изделия.
С 1896 года М. Г. Грачёв являлся Поставщиком Высочайшего двора, с 1892 года — оценщиком Кабинета Его Императорского Величества, а в1892 году получил звание Почётного потомственного гражданина.
По другой версии, дом приобрёл для своего младшего сына Михаила член купеческой гильдии, с 1866 года — Почётный гражданин, Грачёв Семён Дмитриевич. Помимо основного дела — торговли, — он занимался также биржевыми операциями, скупкой акций и кредитованием. М. С. Грачёв был не только почётным, но и весьма состоятельным гражданином. Все свободные деньги он вкладывал в недвижимость для обеспечения жильём своего многочисленного потомства (у купца было 10 детей). Ссылаясь на документы из семейных архивов, А. В. Уборский утверждает, что на рубеже XIX—XX веков в собственности семьи Грачёвых насчитывалось 9 усадьб в Москве, в том числе и дом № 11 в Денежном переулке.
О Михаиле Семёновиче Грачёве, для которого была приобретена усадьба, дошло не много сведений:
Известно лишь, что он жил в собственном доме в Денежном переулке (ныне дом 11, сохранён). Содержал меблированные комнаты, доставшиеся в наследство.

## Дальнейшая судьба
По купчей крепости 2 сентября 1910 года в связи с рождением третьей дочери - Зои дом за 79500 рублей на имя своей жены Марии Павловны Ульяновой приобрёл Игнатий Иванович Ульянов купец-старообрядец поповского согласия, сын Ивана Ульяновича Ульянова (в схиме Иона) и сделал в нём ремонт (ЦИАМ.Ф.179, оп.63, д. 8828).

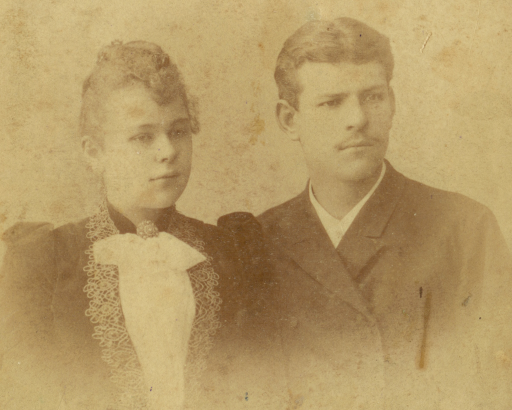
Мария Павловна и Игнатий Иванович Ульяновы

Ульяновы жили в этом доме 6 лет. После замужества второй дочери - Агнии продали дом на торгах 6 сентября 1916 года Центральному домовладельческому акционерному обществу.
После революции 1917 года в доме № 11 в Денежном переулке размещались различные государственные учреждения и службы Министерства иностранных дел.
В 2013-14 годах усадьба была отреставрирована.